# John Harington (1er baron Harington d'Exton)
John Harington, 1er baron Harington (1539/40 - 23 août 1613) d'Exton dans le Rutland, est un courtisan et homme politique anglais.

## Famille
Il est le fils aîné et héritier de James Harington (vers 1511-1592) d'Exton, et de sa femme Lucy Sidney (vers 1520 – vers 1591), fille de William Sidney et de sa femme Anne Pagenham. Sa famille aurait détenu « les domaines les plus étendus du Rutland à la fin du XVIe siècle » .

## Carrière
Il entre à l'Inner Temple en 1558 et est élu député de Rutland en 1571.
Il est commissaire de la paix pour Kesteven d'environ 1559 à 1593, et est un serviteur de Robert Dudley, 1er comte de Leicester aux Pays-Bas en 1585 et est le gardien du Château de Kenilworth, Warwickshire (1588-1590) pour Ambrose Dudley (3e comte de Warwick). Il est nommé shérif du Warwickshire en 1582 et est fait chevalier en 1584 par Henry Sidney dans la maison de Thomas Henneage à Londres.
Harington est député du Warwickshire en 1586, lorsqu'il accompagne Mary, reine d'Écosse à travers le Warwickshire en route pour Fotheringhay dans le Northamptonshire. Il est à nouveau député de Rutland en 1593 et 1601 et est nommé sous-lieutenant du Rutland et du Warwickshire dans les années 1590. Il est également haut shérif de Rutland en 1594, 1598 et 1602.
Harington est le gardien du Château de Kenilworth de 1588 à 1590 pour Ambrose Dudley, comte de Warwick. Sa fille Lucy épouse Edward Russell, le neveu de la veuve du comte de Warwick, Anne Russell, comtesse de Warwick .
Le jour du Nouvel An 1596, il produit une représentation de Titus Andronicus et un masque écrit par son beau-frère Edward Wingfield dans sa maison de Burley-on-the-Hill. Un contemporain note qu'il a payé le ménage extravagant, les chevaux et la chasse de sa fille Lucy et du comte de Bedford, et qu'il a été contraint de louer ses terres à des conditions défavorables pour lever des fonds.
Le 23 avril 1603, il reçoit le roi Jacques Ier lors de son voyage depuis l'Écosse à Burley avec un dîner et un discours de bienvenue écrit par Samuel Daniel. James part pour Burghley House suivi des chiens de Harington. Il revient le 25 avril et tombe de cheval, se blessant au bras.
Il est créé baron Harington d'Exton en juillet 1603 lors du couronnement du roi Jacques. Ce dernier le nomme tuteur de sa fille, la princesse Élisabeth Stuart. Le coût élevé de l'entretien de la princesse le ruine. En récompense partielle, Harington obtient du roi une licence pour frapper les premiers farthings de cuivre.
La princesse Elizabeth épouse Frédéric V, l'électeur palatin et Lord Harington l'accompagne au Palatinat électoral. A Heidelberg, deux de ses serviteurs se battent avec Andrew Keith, un courtisan écossais qui a insulté sa femme.
Harington meurt à Worms, en Allemagne, alors qu'il rentrait chez lui en 1613. Après sa mort, son domaine à Exton est vendu pour payer ses créanciers, étant acheté par Baptist Hicks.

## Mariage et descendance

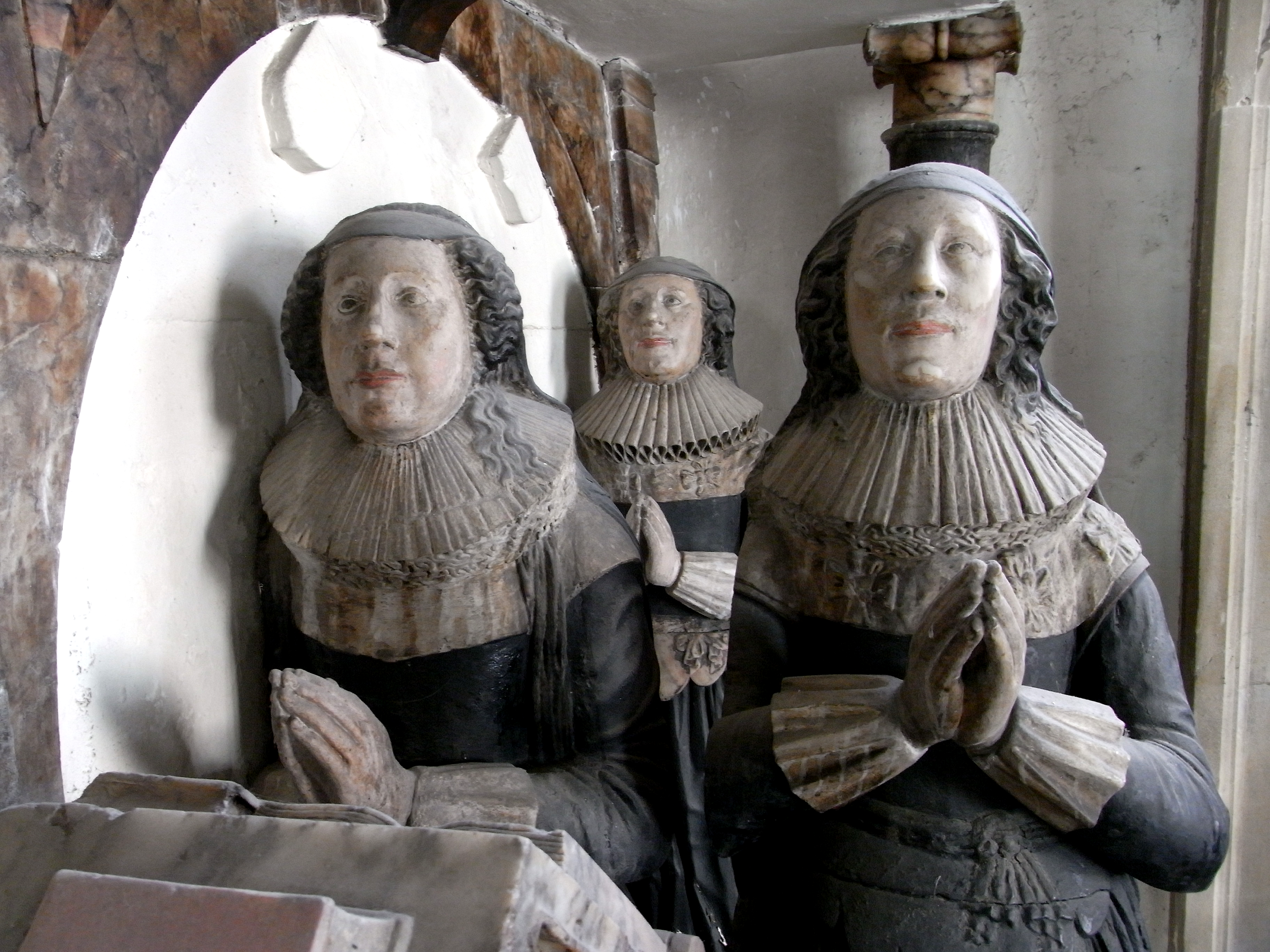
Effigies des deux épouses de Sir Robert Chichester (1578-1627), à Pilton Church, Devon. Sa fille s'agenouille derrière

Il épouse Anne Keilway (décédée en 1620), fille de Robert Keilway, arpenteur de la Cour des quartiers et livrées. Le couple a  :
- John Harington (2e baron Harington d'Exton) (1592-1614), fils aîné et héritier ;
- Lucy Harington, épouse d'Edward Russell (3e comte de Bedford).
- Frances Harington (1587-1615) (Lady Chichester), première épouse de Robert Chichester (1578-1627)[8], Chevalier, de Raleigh, dans la paroisse de Pilton dans le Devon. Son effigie agenouillée est à l'église de Pilton, avec les armes de Harington. Elle danse à la cour dans The Masque of Beauty le 10 janvier 1608 [9].